# 大麻色烯酸
大麻色烯酸（缩写CBCA）又称大麻色酸，是一种有机化合物，分子式为C22H30O4，是大麻素大麻色原烯生物合成的前体物质。